# Canto del Siervo

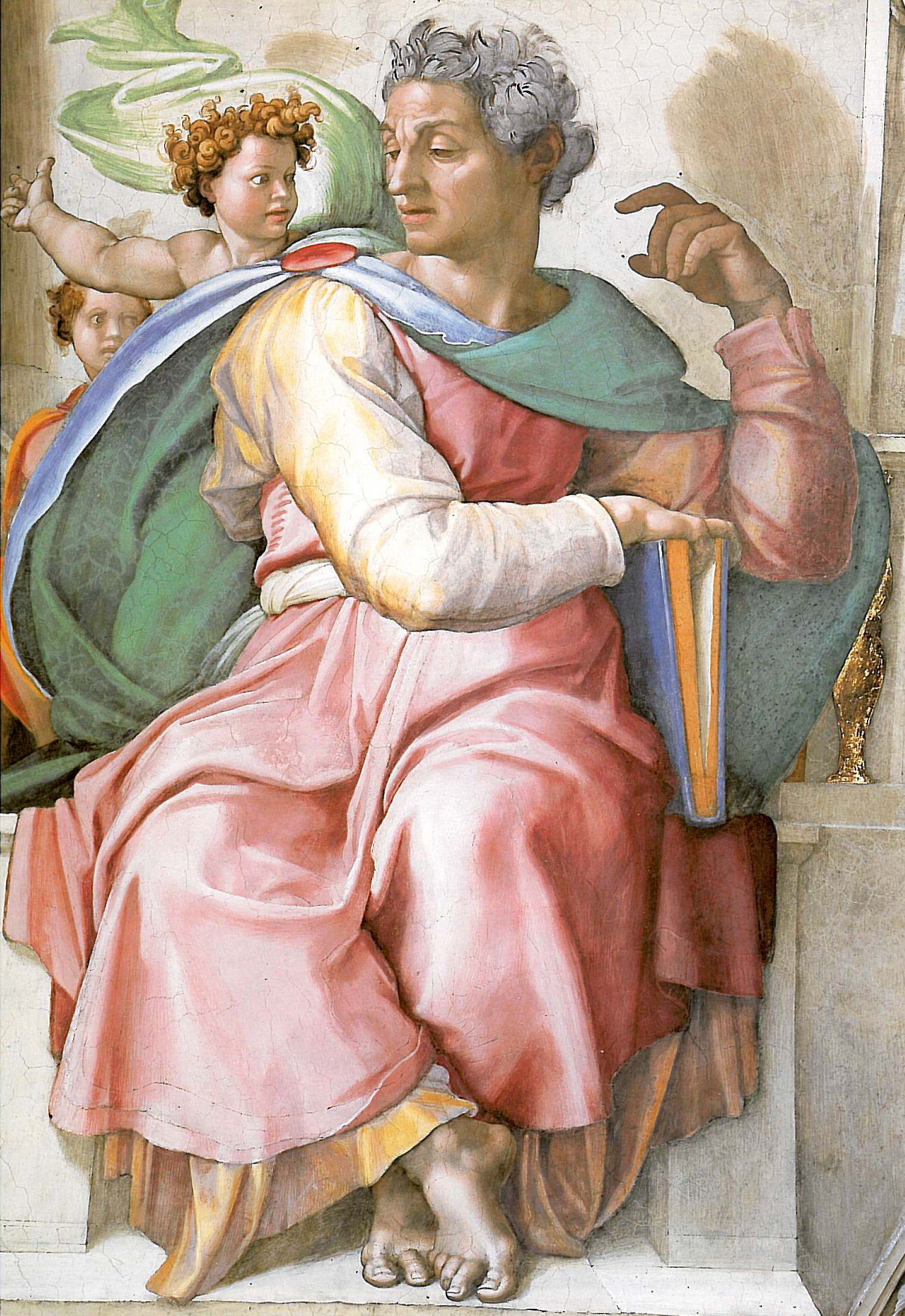
Representación del profeta Isaías, realizada por Miguel Ángel.

Se conoce como canto del Siervo o cantos del Siervo a un conjunto de textos tomados de la profecía de Isaías que hablan de un «siervo» que padece una serie de sufrimientos con valor redentor. Los pasajes son los de Is 42, 1-4; 49, 1-6; 50, 4-9; 52:13 - 53:12.
Según la crítica más aceptada entre los exegetas cristianos, el libro de Isaías habría sido compuesto en realidad por dos o tres profetas diversos. Los textos del «canto del Siervo» se encuentran incluidos en la parte que se adjudica al llamado Deuteroisaías o Libro de la Consolación (cap. 49-55). Las interpretaciones sobre a quién se refiere el escritor sagrado con el «Siervo de Yahvéh» son muchas y discutidas, dado el carácter polifacético de la persona a la que refiere: siervo, profeta, mártir, sacerdote y rey. En el cristianismo se ha aplicado tradicionalmente este conjunto de profecías a Jesús de Nazaret. 
Fue el teólogo Bernard Duhm quien propuso la relación entre los textos y los unió en una sola profecía a pesar de encontrarse separados en el libro. El punto de partida fue distinguir las veces que la palabra «Siervo» se aplica a Israel y las veces que esto no se podría y que, por tanto, habría que acudir a una interpretación personal. Con su estudio se iniciaron una serie de discusiones para intentar aclarar otras problemáticas relacionadas: si se han de considerar solo esos pasajes u otros, si se trata de una sola persona a quien se refieren los cantos o varias o un sujeto colectivo, cuál es la relación de esta profecía con el resto del libro y si pertenecen al Deuteroisaías o son parte de otras profecías añadidas por sus discípulos. Estos temas, relacionados con su unidad y autor, han resultado tan estudiados y discutidos que ya en 1958, un exegeta como Angelo Penna afirmaba:

La cuestión del Siervo de Yahvéh, aparentemente tan simple, es tan compleja y objeto de tantos estudios y de tantas hipótesis que resulta casi inextricable.
Penna (1958:381)

## El «Siervo» y lo que se afirma de él

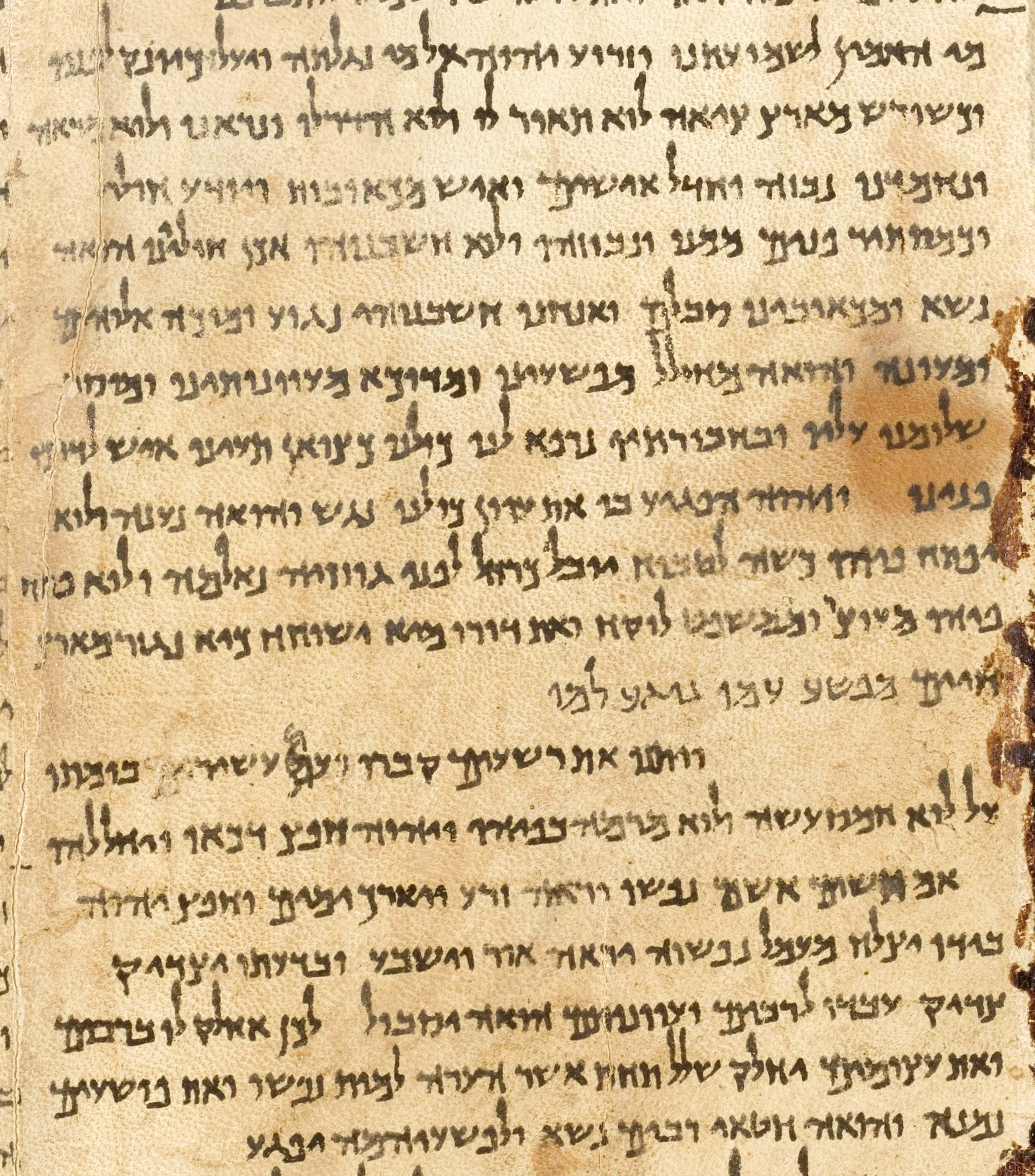
Fragmento del Gran Rollo de Isaías, que data del, encontrado en Qumrán. Muestra el capítulo 53 en hebreo, un pasaje que describe al "Siervo Sufriente". Este manuscrito, uno de los más antiguos y completos de los textos bíblicos, es esencial para el estudio de las interpretaciones históricas y religiosas de este pasaje.

La expresión Siervo de Yahvéh se encuentra unas 19 veces en el Deutero-Isaías, sea referido a un personaje anónimo como al pueblo de Israel o a uno personal como Jacob. La misma expresión es usada para referirse a otras personas en el Antiguo Testamento (por ejemplo, a Moisés en Ez 4, 10; o los profetas en Is 20, 3 o Jr 7, 25. Finalmente es usada también en mitos ugaríticos aunque como «Siervo del dios Él». 
Desde una perspectiva cristiana, indica una especie de «ministro» o «enviado» con una misión particular, destinado a cumplirla, en este caso a pesar de terribles adversidades y de la propia muerte, es decir, alguien que ha de cumplir la voluntad de Yahvéh por encima de todo y que será recompensado por ello.
A modo de breve resumen de cuanto los textos del Deutero-Isaías según los apologetas cristianos suponen hay que decir que el Siervo es llamado desde el seno materno con una misión especial: predicar el «derecho» a todo el mundo, instruir y enseñar con prudencia para fundar una religión auténtica. Para ello recibió el espíritu divino y le fueron abiertos los oídos. Aunque cumplió tal misión de manera mansa y dulce, al parecer habría sido derrotado y sufrió ultrajes, fue tratado como delincuente y, aunque inocente, padeció una muerte injusta. Se habla de que se cargó con los pecados de los hombres y que Yahvéh aceptó su sacrificio expiatorio. Por ello multitudes se unieron en torno suyo tanto judíos como gentiles y el Siervo verá una gran descendencia y será grande. Por tanto, la salvación que llega a través de él es universal y no circunscrita al pueblo judío.
Pero esta interpretación presenta muchos problemas, porque solo toma una parte del texto que pudiera coincidir con lo que dicen los evangelios canónicos, al relacionar la Pasión con los sufrimientos del Siervo, los cuales no son específicos de una crucifixión sino mucho más variados, por otro lado  los evangelistas pueden haberse servido de los cánticos al redactarlo; otra parte fue tomada a posteriori como inspiración para crear la doctrina cristiana: por ejemplo, si se toman los evangelios se puede aceptar que Jesús como Mesías iba a salvar al Mundo, pero no dice que fuese a través de la muerte y el sufrimiento, que es una interpretación apostólica realizada a posteriori a través de buscar en los textos del Antiguo testamento. Finalmente otra parte no es consistente con Jesucristo: Por ejemplo, No puede ser Dios y siervo de sí mismo a la vez; defenderse a sí mismo; ser elegido por Dios, pues no hay otras opciones donde elegir a Jesús; no puede ser discípulo pues Jesús era maestro, etc. 
La lectura desde un punto de vista mesiánico hace el texto oscuro y difícil de entender, a no ser que se tome al propio pueblo de Israel como Mesías de sí mismo. En cambio una lectura dentro del contexto en que fue escrito la hace más clara, por lo que haciendo el resumen desde una posición hebrea, el Siervo es "la parte del pueblo de Israel que sufrió el exilio en Mesopotamia", como sujeto pasivo dentro de la lírica narrativa del texto; hay un observador y hablante que es "el pueblo de Israel como comunidad histórica"; hay otro observador y hablante que es Yhwh, pero que no presenta problemas de comprensión. El contexto del libro de Isaías: Israel es el pueblo elegido, pero no es fiel a Yhwh, así que castiga a su pueblo utilizando a los mesopotámicos como herramienta de castigo que conquistan la Tierra Prometida y le exilian a Mesopotamia, allí el pueblo de Israel se arrepiente y soporta el castigo divino con resignación, por lo que Yhwh lo perdona y lo devuelve su territorio y su gloria para la que fue elegido.  
Cántico Primero: Yhwh presenta a su siervo, el elegido (El pueblo elegido de Israel) y no se revelará, ni se quejará (en el exilio) hasta que no recupere el derecho sobre la Tierra Prometida.
Cántico Segundo: Habla Israel, pues el mismo cántico lo dice: "Tu eres mi siervo Israel" dice que fue elegido desde el primer momento para ser gloria de Dios, una nación fuerte. Pero esto no dependía de su esfuerzo como pueblo, sino de Dios (a quien se sobreentiende que Israel ha sido desleal)
Cántico Tercero: Israel arrepentido escucha lo que le dice Yhwh, por eso acepta todos los castigos que le impongan (en el exilio) con resignación porque su defensor (Yhwh) está cerca y entonces nadie se atreverá a atacarlo. Adelanta que las otras naciones acabarán desechas.
Cántico Cuarto: Es de nuevo Yhwh quien habla ahora, de su Siervo (El pueblo de Israel) tan terriblemente triunfante que da terror verle; los reyes se asombran que nadie les haya avisado de su poder, pero nadie les presto atención cuando estaban sometidos, tan poca cosa parecían. A partir de Isaías 53:4 es Israel quien termina hablando de sí mismo diciendo: El Siervo (El Pueblo de Israel en el exilio) cargó con nuestros pecados (el de los israelitas), aguanto el castigo que nos salva (a los israelitas) ya que por soportar los castigos (en el exilio) fue perdonado por Yhwh, vivirá muchos años (como pueblo, no como los otros que al final del cántico tercero terminan apolillados) verá crecer su descendencia ya que al ser perdonado a través del sufrimiento, también su descendencia es perdonada (los justos) y ahora que ha vuelto a su seno triunfará a través de él (Israel) el designio del Señor; y se prolonga en loas de esperanza de como después del sufrimiento viene la luz; pensaban que era pobre y sin valor pero es rico y fructuoso.

## Diversas interpretaciones
Tres son las interpretaciones más comunes sobre a quién o quiénes se deba referir el profeta cuando habla del Siervo de Yahvéh.

### Interpretación colectiva
A partir del contexto de todo el libro del Deuteroisaías se recuerda que el título de «Siervo de Yahvéh» es referido de manera expresa al pueblo de Israel (cf. Is 49, 3.5.6; 53, 13; 53, 11, etc.) pues la misión del pueblo escogido es precisamente proclamar el juicio y enseñar a las demás naciones el «derecho», ser «luz de las naciones» y ofrecer la salvación. También cuanto se dice del sufrimiento, de la muerte y resurrección se puede aplicar al pueblo de Israel que sufrió la derrota y desaparición y que luego volvió a Jerusalén. 
Sin embargo, se ha criticado esta interpretación debido a que solo se aplica al primer canto y no para los demás que hablan de una restauración contra un Israel pecador y rebelde, etc. Además, como afirma Maximiliano García Cordero, su misión es «restablecer la alianza de este [Israel] con Dios» y por tanto, no puede ser Israel mismo. Así, para salir de esta objeción, se ha propuesto que en realidad se trataría de un pequeño grupo de justos de Israel: los profetas, los sacerdotes y los escribas. Sin embargo, el contexto también indica que tal «Siervo» entraría en polémicas con los jefes. Así, finalmente se ha propuesto la teoría de que no se refiere al Israel histórico ni a un grupo elegido de justos sino al pueblo ideal, a la Sion de la que se habla en otros pasajes de los profetas (cf. Is 2, 1-4 y Mi 4, 1-3), el Israel que proclama el monoteísmo (cf. Is 41, 21-29). También esta distinción, sostenida por teólogos como Cölln, Thenius, Anger, Knobel, Vatke, Ewald, Kosters y Cheyne, ha sido criticada porque implicaría categorías platónicas que no podían ser parte del ideario del redactor probable del texto.
Se aducen también motivos de carácter filológico para descartar la hipótesis colectiva. El texto principal: «Tú eres mi Siervo, Israel, en quien me gloriaré» (Is 49, 3)
parece que incluyó el «Israel» por una glosa, ya que falta en varios manuscritos e incluso en algunos de la Septuaginta. El añadido parece que refleja, Is 44, 21: «Recuerda esto, Jacob, y que eres mi Siervo, Israel», pero el texto corresponde al primer Isaías  y no necesariamente se ha de identificar el uso de la expresión «Siervo» entre los dos (dando siempre por supuesta la doble o triple autoría del libro de Isaías).

### Interpretación individual
Con varias modalidades:
- Moisés o un Moisés resucitado. Dado que es como el prototipo del profeta y del siervo fiel del Señor. Además la misión que se afirma tiene este «Siervo» coincide con la actividad y con lo realizado por Moisés según los libros del Antiguo Testamento. Sin embargo, quedaría por explicar cómo se aplica a Moisés el tema del martirio, el sufrimiento y la muerte redentora.
- David o alguien de su estirpe. Sostenida por teólogos como Burrows y Coppens, basándose en la mención del «espíritu de Yahvéh» que estará sobre el Siervo, hacen converger una serie de textos relacionados con David o con su descendencia para adelantar esta hipótesis. Sin embargo, es la más criticada pues nunca se dan los caracteres regios al Siervo mencionado en los cantos.
- Jeremías. Con bastantes coincidencias sobre su misión y sufrimientos, pero el espíritu con que vivirán su encargo resulta diferente: el sacrificio del «siervo» es voluntario y manso. En cambio, Jeremías continuamente se lamenta de su suerte y de la misión profética que se le ha encomendado.
- Ciro, que es llamado también siervo de Yahvéh (cf. Is 42, 1). Existen grandes paralelos pero también la sustancia de la misión de ambos parece distinta. Uno por medio de la realeza y el otro por medio del sufrimiento.

Dado que los verbos usados en el texto están mayoritariamente usados en tiempo perfecto, las interpretaciones anteriores que refieren a personajes del pasado con respecto a la redacción de la profecía, tienen también un respaldo filológico.
- El mismo Deuteroisaías. En ocasiones habla en primera persona de los sufrimientos del siervo. La misión de los profetas del tiempo era semejante. Sin embargo, queda por explicar el tema de la glorificación tras los sufrimientos.
- El Mesías de los hebreos. Aunque muchos caracteres coinciden, esta teoría ha sido criticada porque no se puede probar fácilmente la identidad del Mesías esperado a manera de rey con la del profeta que calza mejor con la figura del «siervo». El único texto aducido para mostrar el carácter de rey del siervo es Is 49, 6:

Poco es que seas mi siervo, en orden a levantar las tribus de Jacob, y de hacer volver los preservados de Israel. Te voy a poner por luz de las gentes, para que mi salvación alcance hasta los confines de la tierra.

Un tal conductor de los judíos de vueltas del destierro, afirman estos autores, no puede no ser un rey. Se aplica a reyes como Zorobabel (sostenido por Sellin), en Meshullam (sostenido por Palache) o Sesbassar (por Wincler). 
- Job especialmente usado para explicar el tema de sus padecimientos. Lo sostienen autores como Cheyne que a su vez cita a algunos rabinos judíos.
- En la Iglesia cristiana primitiva, el Siervo de Yahvéh fue identificado con Jesús. Así lo atestiguan algunos pasajes de los Evangelios (cf. Mt 8, 17; Lc 22, 37; Jn 12, 38) y otros textos del Nuevo Testamento (cf. Hch 8, 32; Rm 15, 21; 1P 2, 22). Los exegetas discuten si la profecía deba aplicarse de manera literal o típica a Jesucristo ya que el texto afirma que recibirá honores de parte de los reyes, es decir, gloria terrena, que Jesús no recibió.

Pero tras las discusiones y opiniones, el tema abierto por Duhm se mantiene como hipótesis discutida. Por eso, Schökel llega a afirmar:

En nada se ha llegado a un acuerdo. Y cuando recordamos la sencilla postura del diácono Felipe, que a partir de Is 53 anuncia al eunuco etíope la buena noticia de Jesús (cf. Hch 8, 34s), tenemos la impresión de que la ciencia bíblica ha gastado inútilmente demasiados litros de tinta y kilos de papel.
Schökel (1980:272)

### Personalidad corporativa
Algunos exegetas como Pedersen, Eissfeldt, Robinson sostienen la tesis de una personalidad «corporativa». Esta tercera hipótesis hace recaer la referencia del «siervo» en una personalidad transhistórica que no correspondería a ninguna persona en particular sino a varias a lo largo del tiempo.

## Pasajes paralelos
Existen en la Biblia otros textos que también hablan de un profeta con una misión especial comparable a la del siervo como Is 61, 1-4 (que Jesús, según el evangelio de Lucas, se apropia: cf. Lc 4, 17-19); o que repiten la dinámica del sufrimiento redentor y de la glorificación posterior como se afirma en una profecía de Zacarías (cf. Zc 12). El salmo 22 habla de los padecimientos de un justo inocente. Este salmo y los textos del canto del siervo son los más usados por los evangelistas a la hora de describir la pasión de Jesús a la luz de profecías anteriores.
También existen otros textos no bíblicos pero sí del ámbito judío donde se usa tanto la expresión «Siervo de Yahvéh» con el sentido de los cantos como el contenido de estos. Así en Qumrán se identifica al siervo con el doctor esenio, que sin embargo, se reconoce como alguien no del todo inocente y que no carga con el pecado de los demás, expía solo por los suyos y más aún, pide venganza por los sufrimientos que padece (cf. 1 QH IX 29-31 o 1 QS VIII 3.6, etc.).

## Elementos literarios y teológicos

### Autor y géneros literarios
Existen diversas expresiones que concuerdan –al menos materialmente– con otras del mismo libro como la misma palabra «siervo», «el seno materno», etc. Sin embargo, a nivel de contenidos o teológico, el siervo del que habla el resto de la profecía es un enviado activo que traerá la paz por medio de las armas y es menos universal (la paz y la salvación son para Sion) que el siervo del canto. Por tanto, afirma Feuillet, el vocabulario es el mismo del Deuteroisaías pero con un acento teológico diverso más ligado al aspecto sacrificial.
Por tanto, el autor puede no ser el mismo Deuteroisaías aun cuando estos textos se encuentren dentro de su colección de profecías. Es probable que fuera algún discípulo posterior del Deuteroisaías, ya desilusionado de Ciro y que esperaba otra alianza o sacrificio para la paz y la salvación.
Se ha dudado también de la unidad del canto debido a la presencia de diversos géneros literarios: oráculos (cf. Is 42, 1-4), lamentaciones (cf. Is 50, 4-9), oraciones fúnebres (cf. Is 52, 13) y autobiografías (cf. Is 49, 1ss).

### Unidad
Tras los estudios de Bernard Duhm, que separó los cantos y llamó al conjunto canto del siervo, el teólogo Johan Fischer se ocupó de defender su unidad en un estudio que resulta ya clásico y aceptado en el ámbito bíblico. Según este autor, el texto fue partido para introducirlo en diversos contextos, lo cual favorece su interpretación en sentido mesiánico. Sin embargo, a falta de pruebas más concluyentes la teoría de Duhm no ha pasado de ser una hipótesis.

### Contenido y uso interpretativo
La misión profética del Siervo implica toda la tierra: este tema se subraya a menudo y de particular forma en el segundo canto: «Oídme, islas, atended, pueblos lejanos!» (Is 49, 1). Y es una misión tan particular que no le ha sido confiada en algún momento de su vida, como a Abraham o Moisés, sino «desde el seno materno» (cf. Is 49, 1.5). 
La primera mención a una interpretación no mesiánica (es decir, que el siervo no se identificaría con el Mesías esperado por los judíos) por parte de los rabinos judíos de este texto la encontramos en Orígenes que comenta que los judíos niegan que el cuarto canto del siervo pueda aplicarse al Mesías porque más bien el profeta identifica a este siervo con los judíos exiliados (cf. Contra Celsum I, 55). San Jerónimo afirma en su traducción de la Vulgata que los hebreos consideraban estas partes del libro como una profecía autobiográfica de Isaías mismo. Con el tiempo las interpretaciones se han ido variando pero lo constante es que nunca se ha dado una interpretación unánime de su carácter mesiánico en el ámbito judío. En el Tárgum también se evidencia la misma variedad de interpretaciones. Se da un sentido mesiánico a pasajes como Is 42, 1; 52, 13, 53, 10 y un sentido colectivo referido a Israel a los textos que hablan de los padecimientos del siervo.
En el Nuevo Testamento en muchas ocasiones y siempre se emplea para referirlo a Jesús de Nazaret. San Pablo incluso afirma que Cristo «tomó la forma de siervo» (Flp 2, 7). También hay citaciones indirectas debidas a traducciones particulares del griego: así la palabra παῖς (traducido normalmente al español por «niño» o «hijo») parece venir del hebreo ͑ebed que es «siervo» y por ello normalmente se traduce como siervo. Así, los textos de las predicaciones en los Hechos de los apóstoles en realidad, son usos de la expresión «siervo de Yahvéh» dado que se acompañan del contexto del sacrificio expiatorio que es aceptado por Dios y que le significa una glorificación:

El Dios de Abraham, de Isaac y de Jacob, el Dios de nuestros padres, ha glorificado a su siervo Jesús, a quien vosotros entregasteis y de quien renegasteis ante Pilato...
Hch 3, 13

De hecho, ya en la Septuaginta ͑ebed es traducido con παῖς. 
Los padres de la Iglesia son unánimes al interpretar los cantos del siervo como aplicados a Jesús. Incluso el capítulo 53 lo citan por entero en sus obras referido a los padecimientos del Cristo (cf. San Clemente de Roma, Carta a los corintios 16, 2-16 y San Justino, Diálogo con Trifón, PG 6, 757). Y lo mismo con los demás cantos por parte de Ireneo de Lyon, Tertuliano, San Cipriano, etc. Así se ha mantenido también la tradición exegética de las iglesias cristianas.
La liturgia católica latina usa los cantos del siervo en los días domingo de ramos, lunes, martes, miércoles y viernes de la Semana Santa.